# 克里斯蒂娜·德特科姆

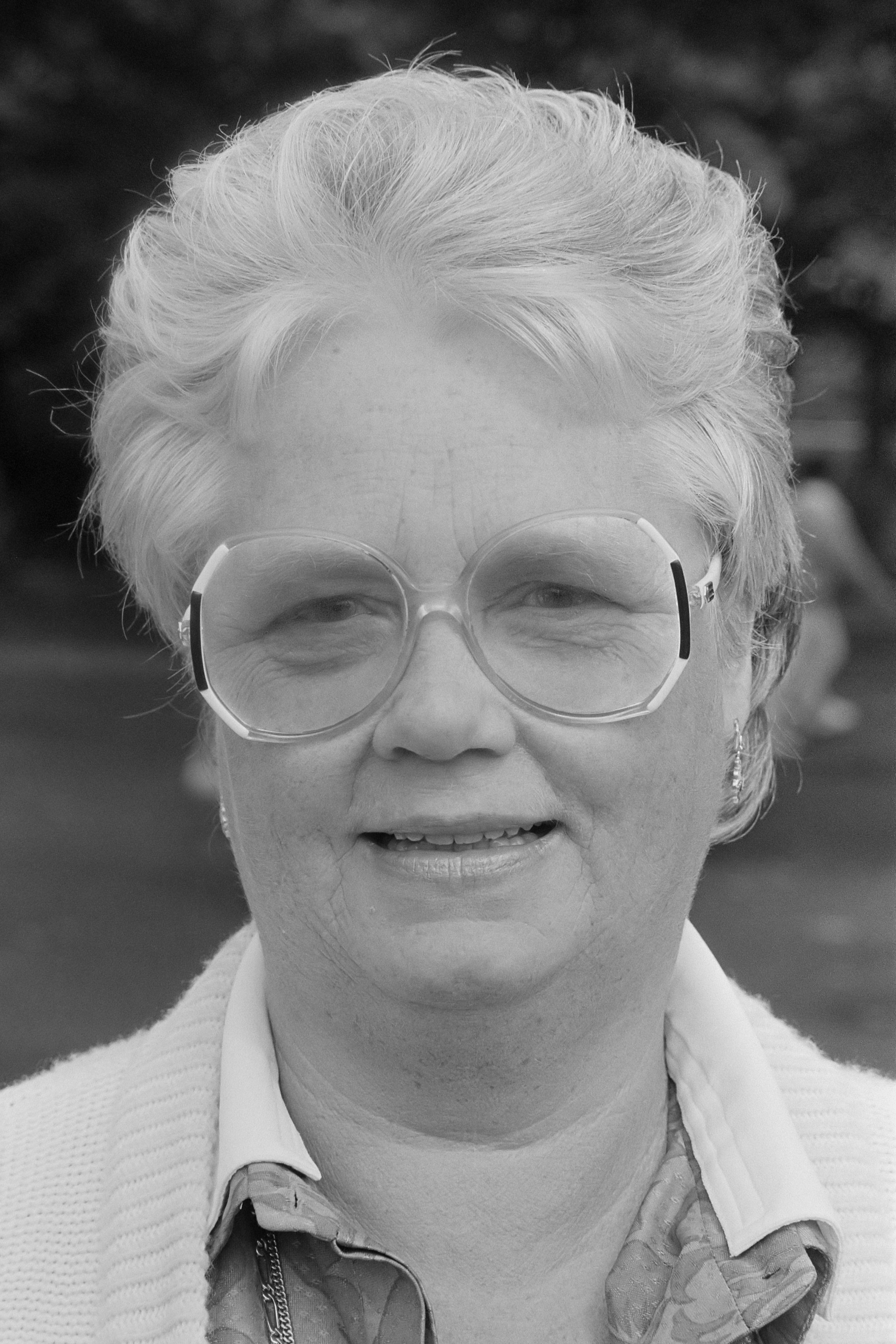
克里斯蒂娜·德特科姆（1987年）

克里斯蒂娜·德特科姆（1931年8月28日—2014年8月7日），荷兰女高音。
德特科姆出生于阿姆斯特丹，出生名为克里斯蒂内·斯廷切·恩赫尔（Christine Stientje Engel），五岁时即在父母影响下接触了声乐，参加合唱团，1952年与拳击手亚普·德特科姆（Jaap Deutekom）结婚，后进入阿姆斯特丹音乐学院，师从科比·里梅斯马（Coby Riemersma）与菲利克斯·胡普卡（Felix Hupka）。1963年，德特科姆在阿姆斯特丹市政剧场首次登台演出，饰演莫扎特《魔笛》中夜后一角，一炮而红。
1985年，德特科姆在毕尔巴鄂参演赫苏斯·古里迪的歌剧《阿玛雅》（Amaya）时突发心肌梗塞，之后隐退舞台。2001年起在海牙皇家音乐学院客座指导，2004年中风后退休。
2014年，德特科姆逝世于阿姆斯特丹。